# مسابقه آواز یوروویژن

نشانه مسابقه آواز یوروویژن

کشورهای شرکت‌کننده در یوروویژن

مسابقهٔ آواز یوروویژن(Eurovision Song Contest,Concours Eurovision de la Chanson) یک مسابقهٔ بین‌المللی موسیقی است که از سال ۱۹۵۶ به صورت سالیانه برگزار می‌شود. طبق قوانین مسابقه، کشورهای فعال عضو اتحادیه پخش برنامه‌های اروپایی امکان شرکت در این مسابقه را دارند.
کشورها آهنگ‌هایی را انتخاب می‌کند که به صورت زنده بر روی تلویزیون اجرا می‌شود و بعد رأی‌گیری انجام می‌شود و بهترین آهنگ مسابقه انتخاب می‌شود. این مسابقه جزو طولانی‌ترین مسابقات جهان شناخته شده است. یوروویژن پربیننده‌ترین مسابقه بعد از مسابقات ورزشی است. از منابع مختلفی نقل قول شده است که در سال‌های اخیر یوروویژنن نزدیک به صد تا پانصد میلیون بیننده بین‌المللی داشته. یوروویژن در کشورهای خارج اروپا مانند مصر، هند، مکزیک، آرژانتین، استرالیا، برزیل، کانادا، چین، کره جنوبی، اروگوئه و … نیز پخش می‌شود. از سال ۲۰۰۰ تاکنون یوروویژن به صورت زنده در اینترنت نیز پخش می‌شود و در سال ۲۰۰۶ بیشتر از ۷۴٬۰۰۰ نفر از ۱۴۰ کشور مختلف این مسابقات را دیدند.
خواننده‌هایی مانند گروه آبا که برندهٔ سوئد در ۱۹۷۴ بود و سلن دیون که سوئیس را در ۱۹۸۸ برنده کرد، به وسیله این مسابقه شهرت جهانی پیدا کردند.

## تاریخچه
در دههٔ ۱۹۵۰ به دلیل نتایج و تأثیرات جنگ جهانی دوم، صدا و سیمای اروپا -بنیان‌گذاری شده در سوئیس- به دنبال ایده‌ای گشت برای دور هم جمع کردن کشورهای اروپایی در «برنامه‌ای سرگرم‌کننده». در ماه ژوئن ۱۹۵۵ در موناکو، کارگردان سوئیسی این ایده را داد که برنامه‌ای جهانی برای موسیقی در بین کشورهای اروپا برگزار شود و کشورهای عضو صدا و سیمای اروپا آن را پخش کنند. این مسابقه شبیه مسابقهٔ «فستیوال موسیقی سانرمو» در ایتالیا بود، ولی آن موقع اینترنت و ماهواره‌ای وجود نداشت که برنامه را پخش کند و به همین دلیل شبکهٔ یوروویژن را ساختند که شبکه‌ای رادیویی با امواج ماکروویو بود.
اولین مسابقه در شهر لوگانو، سوئیس برگزار شد که ۷ کشور شرکت کردند و هر کشور ۲ آهنگ را انتخاب کرد. این سال تنها سالی بود که هر کشور می‌توانست ۲ آهنگ انتخاب کند. در اولین سال یورو ویژن یعنی ۱۹۵۶ میزبان مسابقه یعنی سوئیس برنده این مسابقات اعلام شد.

## نحوه مسابقه
نحوه مسابقه در سال‌های اخیر بسیار تغییر کرده است. مسابقه هر سال در کشوری برگزار می‌شود که سال قبل برنده شده است و شبکهٔ میزبان شبکهٔ ملی آن کشور بوده که برنامه را اجرا می‌کند. هر سال ۱ یا چند مجری مسئولیت اجرای برنامه را بر عهده می‌گیرند. در اول، وسط و آخر برنامه اجراهایی وجود دارد که برای سرگرم کردن تماشاچیان بکار برنده می‌شود. در اول مسابقه اولین چیزی که به نمایش در می‌آید آرم شبکه EBU می‌باشد و بعد از آن برنامه شروع می‌شود.
این مسابقه معمولاً در بین ماه‌های اردیبهشت تا خرداد برگزار می‌شود.

## کشورهای شرکت‌کننده

شرکت در یوروویژن:
حداقل یک بار شرکت کرده است
هیچ وقت شرکت نکرده است، و می‌توانست شرکت کند
نماینده انتخاب شد اما بعد استفاء داد

کشورهایی که در یورو ویژن شرکت می‌کنند همگی باید عضو فعال صدا و سیمای اروپا باشند.
۵۱ کشور تاکنون حداقل ۱ بار در یورو ویژن شرکت کرده‌اند.

## انتخاب نماینده و ترانه
تمامی کشورهای شرکت‌کننده هر سال باید یک آهنگ و یک خواننده را معرفی کنند. خواننده باید حداقل ۱۶ سال سن داشته باشد و آهنگ نباید قبلاً در جایی پخش شده باشد.
بعضی کشورها مستقیماً خودشان نماینده و آهنگ را انتخاب می‌کنند مانند ترکیه و انگلستان. برخی نیز نماینده را انتخاب می‌کنند ولی به مردم یا داوران یا ترکیبی از هر دو اجازه می‌دهند برترین را انتخاب کنند.
نشنال فاینال‌ها یا مسابقات محلی، جایی هستند که آهنگ یا نماینده یا هر دو انتخاب می‌شود. در این روش خواننده باید آهنگ خود را اجرا کند و در تمامی مراحل پیروز گردد تا برندهٔ مسابقات شود. از معروف‌ترین نشنال فینال‌ها می‌توان «ملودی فستیوالن» سوئد یا «ملودی گرند پریکس» دانمارک و نروژ را نام برد. یکی از پیچیده‌ترین نشنال فاینال‌ها نیز نشنال فاینال کشور اوکراین می‌باشد.

## رأی‌گیری‌ها

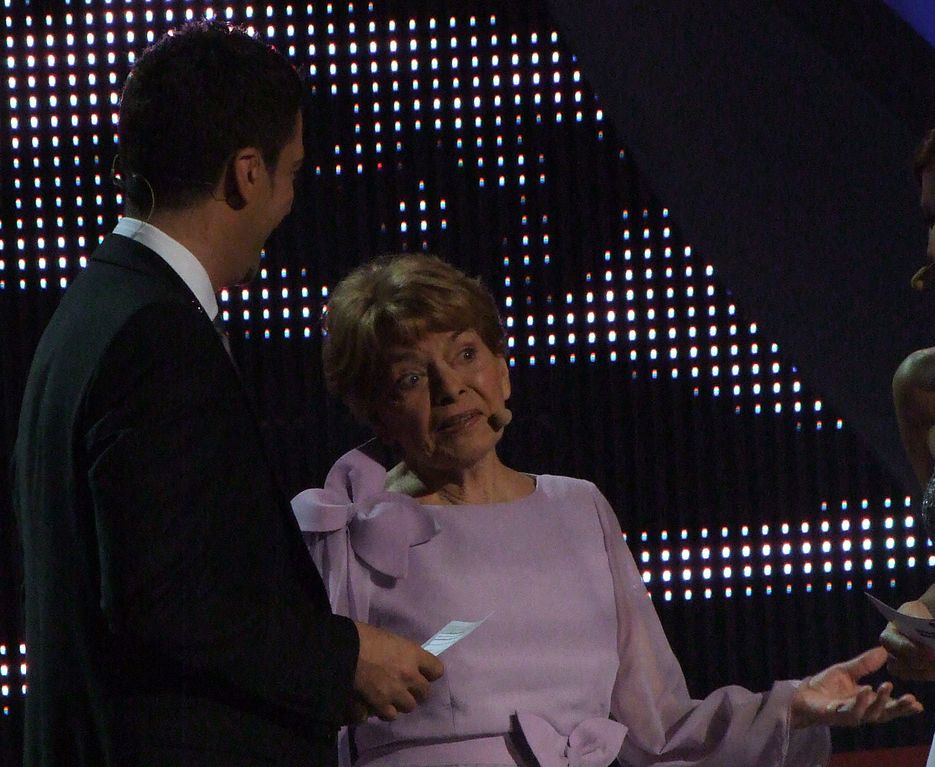
لیز آسیا اولین برنده ESC، مهمان ویژه در مسابقه آواز یوروویژن ۲۰۰۸ در بلگراد، صربستان، ۲۲ می ۲۰۰۸.

سیستم رای‌گیری در این چند سال اخیر خیلی تغییر کرده است اما یکی از چیزهایی که ثابت مانده است که به نام آراء یوروویژم مشهور است، این است که کشورها به ۱۰ کشور برتر آرائی از ۱ تا ۷، ۸، ۱۰ و ۱۲ می‌دهند؛ و ۱۲ بالاترین رای از هر کشور می‌باشد.
آراء ترکیبی از آراء مردم و داوران هست. داوران هر کشور معمولاً بهترین‌های آن کشور در موسیقی و هنر هستند. مردم نیز می‌توانند به نمایندگان مورد علاقهٔ خود رای دهند اما نمی‌توانند به کشور خودشان رأی دهند.
افرادی آرائ هر کشور را ارائه می‌کنند که توسط شبکهٔ کشور قبلاً تعیین شده است و معمولاً افراد به نامی برای این کار استفاده می‌کنند.